# Stagefright漏洞
Stagefright漏洞是一个影响安卓操作系统的远程代码执行漏洞。这个漏洞存在于Android 2.2及以上版本。这个漏洞由于触发条件简单而备受关注。攻击者只需给被攻击对象发送一条精心设计的彩信，即可控制整个手机，之后可以删除之前发送的彩信，使用户无法轻易察觉被攻击。
这个漏洞由以色列移动信息安全公司Zimperium安全公司的约舒亚·德雷克发现。Stagefright系列漏洞影响之大，危害之大，堪称移动界的“心脏滴血”。这个漏洞于2015年4月报告给了Google。2015年8月5日，漏洞作者将在美国黑帽大会上详细讲解此漏洞。
这个漏洞共有7个CVE编号：CVE-2015-1538 （页面存档备份，存于）、CVE-2015-1539 （页面存档备份，存于）、CVE-2015-3824 （页面存档备份，存于）、CVE-2015-3826 （页面存档备份，存于）、CVE-2015-3827 （页面存档备份，存于）、CVE-2015-3828 （页面存档备份，存于）、CVE-2015-3829 （页面存档备份，存于）。